# Apolinar Paniagua
Apolinar Paniagua (Yaguarón, 23 luglio 1946) è un ex calciatore paraguaiano, di ruolo attaccante.

## Carriera

### Club
Ha giocato nella massima serie dei campionati paraguaiano, colombiano, messicano ed ecuadoriano.

### Nazionale
Dal 1975 al 1977 ha giocato 18 partite con la nazionale paraguaiana, prendendo parte alla Copa América 1975.

## Palmarès

### Club

#### Competizioni nazionali
- Campionato paraguaiano: 3

Olimpia: 1968, 1975
Libertad: 1976
- Campionato colombiano: 1

Millonarios: 1972